# Жовтець волосолистий
{{#ifeq:0|0|{{#if:|{{#if:Ranunculustrichophyllus|[[]}}|}}}}
Жовтець волосолистий або жовтець волосоподібний (Ranunculus trichophyllus) — вид трав'янистих рослин родини жовтецеві (Ranunculaceae), поширений в Європі, Азії, Північній Африці, Північній Америці. Етимологія: грец. τριχοϛ — «волосся», грец. φυλλον — «листя».

## Морфологічна характеристика
Це однорічні чи багаторічні трав'янисті рослини. Стебла досягають довжини до 1 метра. При найнижчих вузлах стебла сидять коріння, лише від 0.3 до 0.4 мм в діаметрі. Рослина не утворює плавучого листя. Адаптація до життя під водою включає те, що рослина має надійні, тонко подрібнені, волосеподібні листки у воді. Ниткоподібні листки мають довжину від 4 до 11 мм і ширину від 7 до 23 міліметрів. Квітконіжки переважно 2.5–7 см, тонкі й злегка відігнуті. Квіти діаметром від 5 до 15 міліметрів. Пелюсток 5, вони білі, біля основи жовті, 3–6 мм, вузько оберненояйцевиді та, як правило, добре розділені. П'ять зелених, голих чашолистків близько 3 міліметрів завдовжки. Нектарники півмісяцем. Зрілі сім'янки понад 1.5 мм довжиною, жовті й чорні, коли стиглі.
Запилення відбувається комахами або шляхом самозапилення.

## Поширення
Європа, Азія, Північна Африка, Північна Америка. Наявність рослини вказує на суглинні або піщані ґрунти, які злегка кислі або вапняні. Рослини трапляються в ставках і струмках, головним чином уздовж річок у малих і великих групах. У багатих поживними речовинами ставках можна знайти дуже щільні популяції.
В Україні зростає у стоячих і повільних протічних водоймах, спорадично по всій території Західної України (Львівської, Закарпатської, Рівненської, Волинської, Івано-Франківської, Чернівецької, Тернопільської та Хмельницької областей).

## Галерея

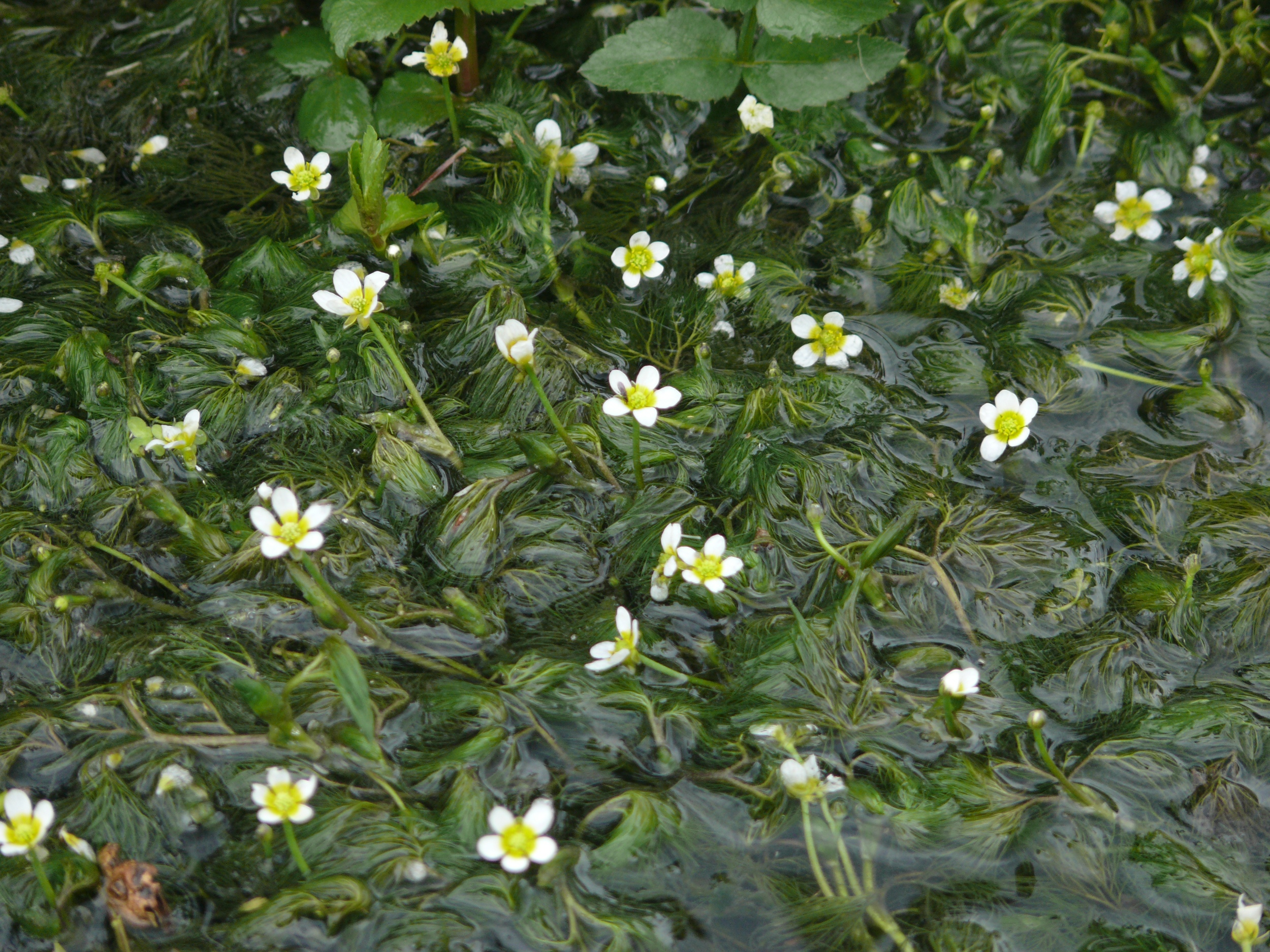
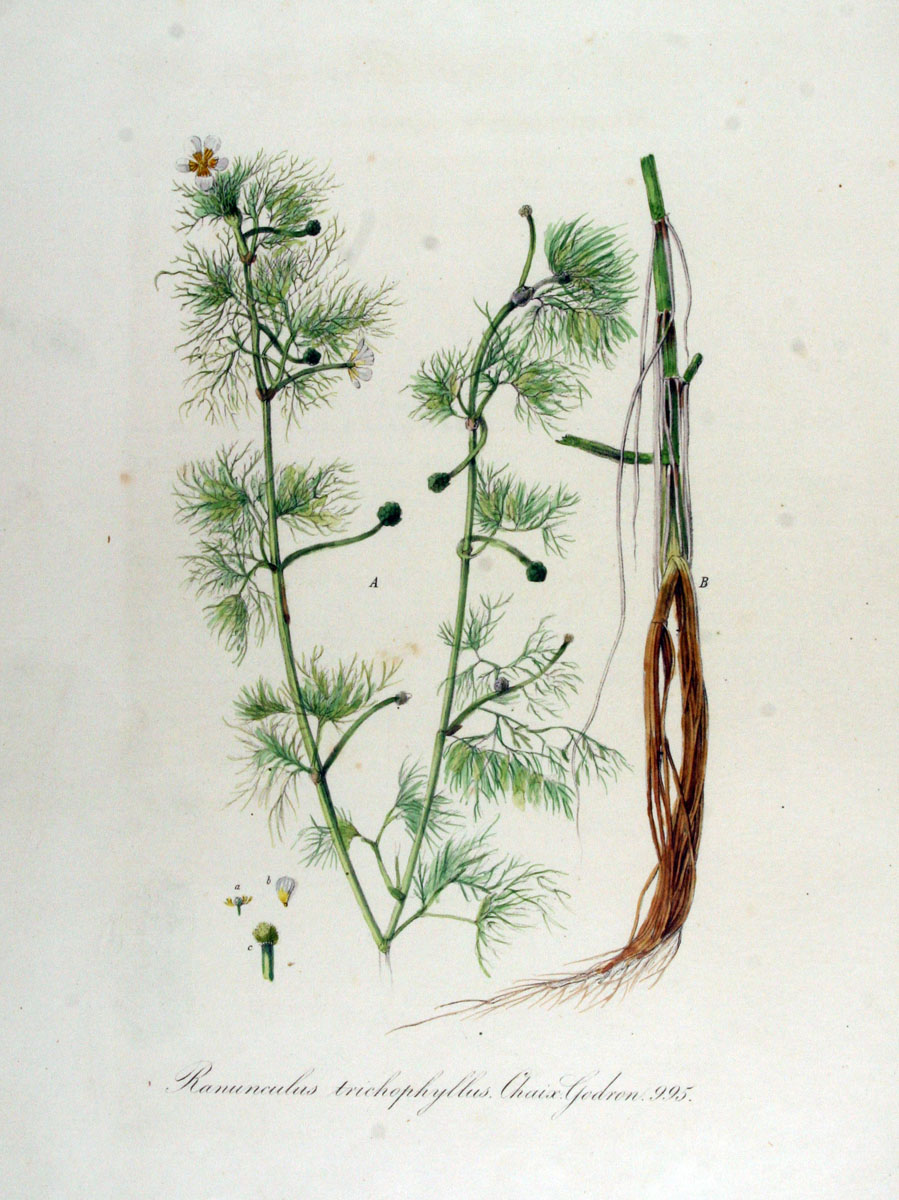